# ارکیده پیازی خوشبو
ارکیده پیازی خوشبو (نام علمی: Microtis rara) نام یک گونه از سرده ارکیده‌های پیازی است.